# Francisco Ortega (escritor)
Francisco Ortega Ruiz (Victoria, 11 de julio de 1974) es un periodista, escritor, editor y guionista chileno conocido por sus múltiples colaboraciones en revistas, series, películas y, principalmente sus novelas.

## Biografía
Ortega comenzó a estudiar periodismo en la Universidad de La Frontera en la ciudad de Temuco. Terminó sus estudios y egresó de la Pontificia Universidad Católica de Chile, en Santiago de Chile. Fue profesor de su alma mater y de la Universidad Alberto Hurtado, hasta 2019, donde impartía clases de literatura y edición. Ya no es profesor
Fanático de la ciencia ficción, la cultura popular y la música progresiva, es cocreador del sitio Ucronía Chile y del podcast Desde el fin del Mundo, ambos junto a su amigo, el también escritor, Jorge Baradit, y del podcast La ruta secreta.
El 12 de septiembre de 2017 sufrió un accidente en la región de Magallanes y Antártica Chilena, en el canal Beagle, cuando regresaba desde Puerto Toro hacia Puerto Williams tras hacer una actividad para el Consejo Nacional de la Cultura y las Artes; estuvo dos meses sin hacer actividades públicas, que reanudó los últimos días de la Feria Internacional del Libro de Santiago, el 11 y 12 de noviembre de ese mismo año.
Ortega ha dicho que se demoró dos décadas en vivir de sus derechos de autor, lo que logró después de la publicación en 2014 de Logia. Comenzó a darse cuenta entonces "que podía vivir de esto, aunque sumado al periodismo y otras cosas" y "que podía además asumir la figura del escritor profesional". Su imagen la define así: 

Yo soy un escritor súper nerd. Mi personaje usa lentes, tiene dinosaurios de juguete, usa poleras de Star Wars y escucha a Steven Wilson. Ese soy, un nerd súper pop. Pop en el sentido de que me interesa el pop, la música, Pink Floyd, por ejemplo, y desde Stephen King a Charles Dickens, o de Paul Auster a un autor de cómics. Creo que mi imagen se asocia a estos thrillers de suspenso, como lo será Madre patria, y también a los más históricos, a los monstruos, al terror y al cómic. Yo he defendido el cómic siempre y lo he hecho durante mucho tiempo. Y es curioso lo que pasa con ellos, porque los premios y la crítica, que suele hacerme mierda por la parte literaria, me levanta por los cómics. Es como si de alguna forma mi literatura artística estuviera en las historietas. Y me fascina.
La Tercera

## Carrera

### Revistas
Ortega trabajó desde 1997 como editor de no ficción, asesor de contenidos y colaborador para las revistas Rolling Stone y VIVE (de VTR) de la cual fue creador y director durante 10 años. A principios de los años 2000 estuvo a cargo de Muy Interesante. También fue redactor de Zona de Contacto de El Mercurio; crítico de TV y columnista durante 12 años de la revista Capital y colaborador en temas de cultura pop para el suplemento Wiken. Ha escrito también para La Tercera y revista Que Pasa y fue editor de contenidos del sitio web Virtualia. Fue redactor invitado de la revista colombiana para hombres Loft, de las ediciones latinas de Maxim y Playboy y actualmente colabora con las diversas plataformas de revista Caras.

### Televisión, cine y teatro
Como guionista ha escrito para diversas productoras y estaciones de televisión. Entre sus trabajos se encuentran el cortometraje Las hormigas asesinas (2004) y la película Se arrienda (2005), ambos dirigidos por el novelista Alberto Fuguet; la miniserie Adiós al séptimo de línea (2010); y la obra de teatro Mala onda, basada en la novela homónima de Fuguet.
Ortega hace una aparición en la película Sin filtro (2016), como el psiquiatra de Pía (Paz Bascuñán). El nombre de su personaje es Elías Miele, el mismo del protagonista de su Trilogía de los Césares.

### Novelas

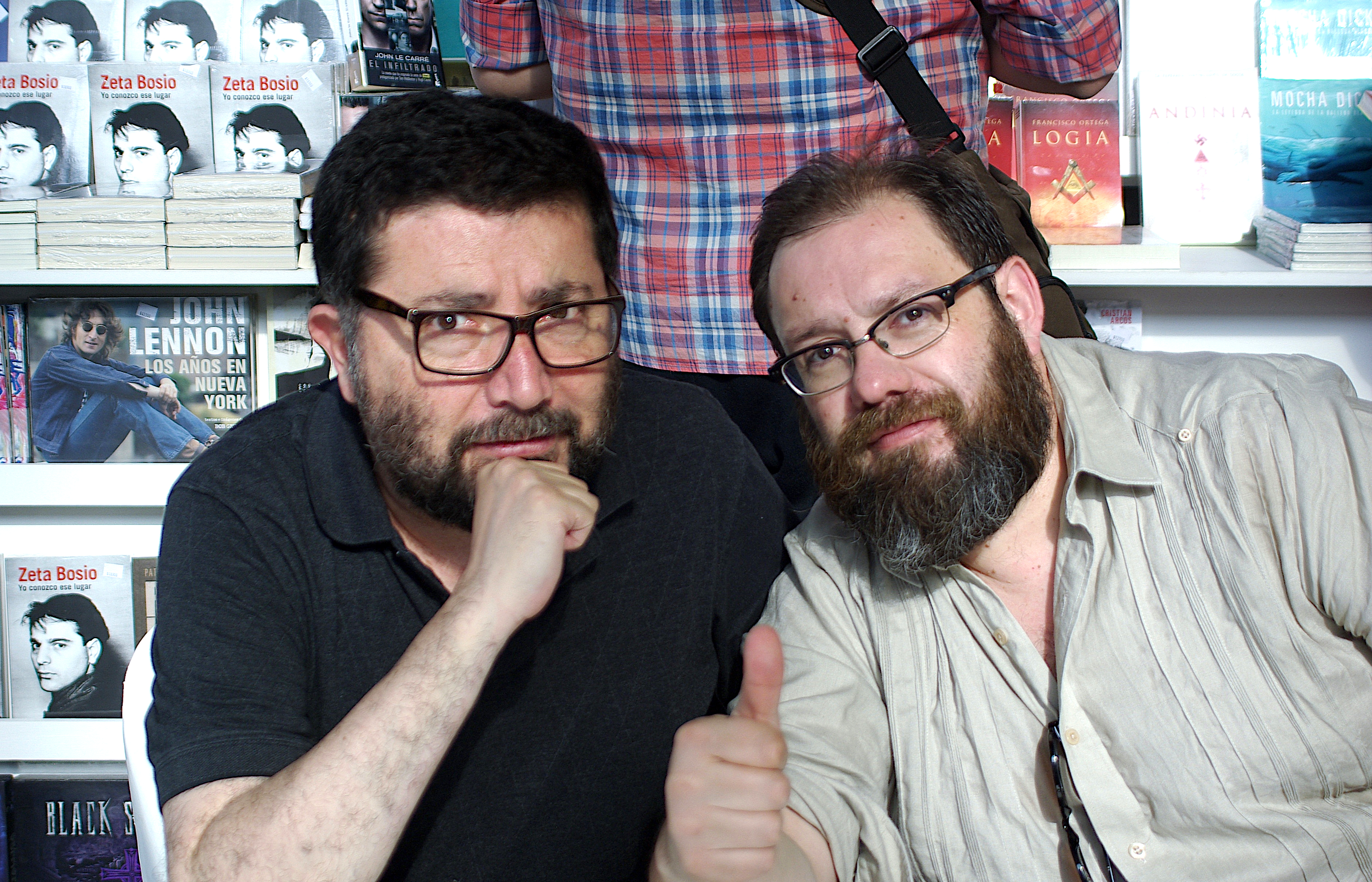
Con el historietista Gonzalo Martínez, coautor de las novelas gráficas de Ortega

Ortega debutó en 1993 con su primera novela: 60 kilómetros, una novela que mezcla el género de terror, ciencia ficción, y diligencias del lejano oeste entre otras sobre un viaje de vuelta a casa de un joven estudiante universitario. A esta novela debut se le unen las novelas 1899. Cuando los tiempos chocan (Metahulla 1) y El horror de Berkoff, ambas publicadas en 2011. 

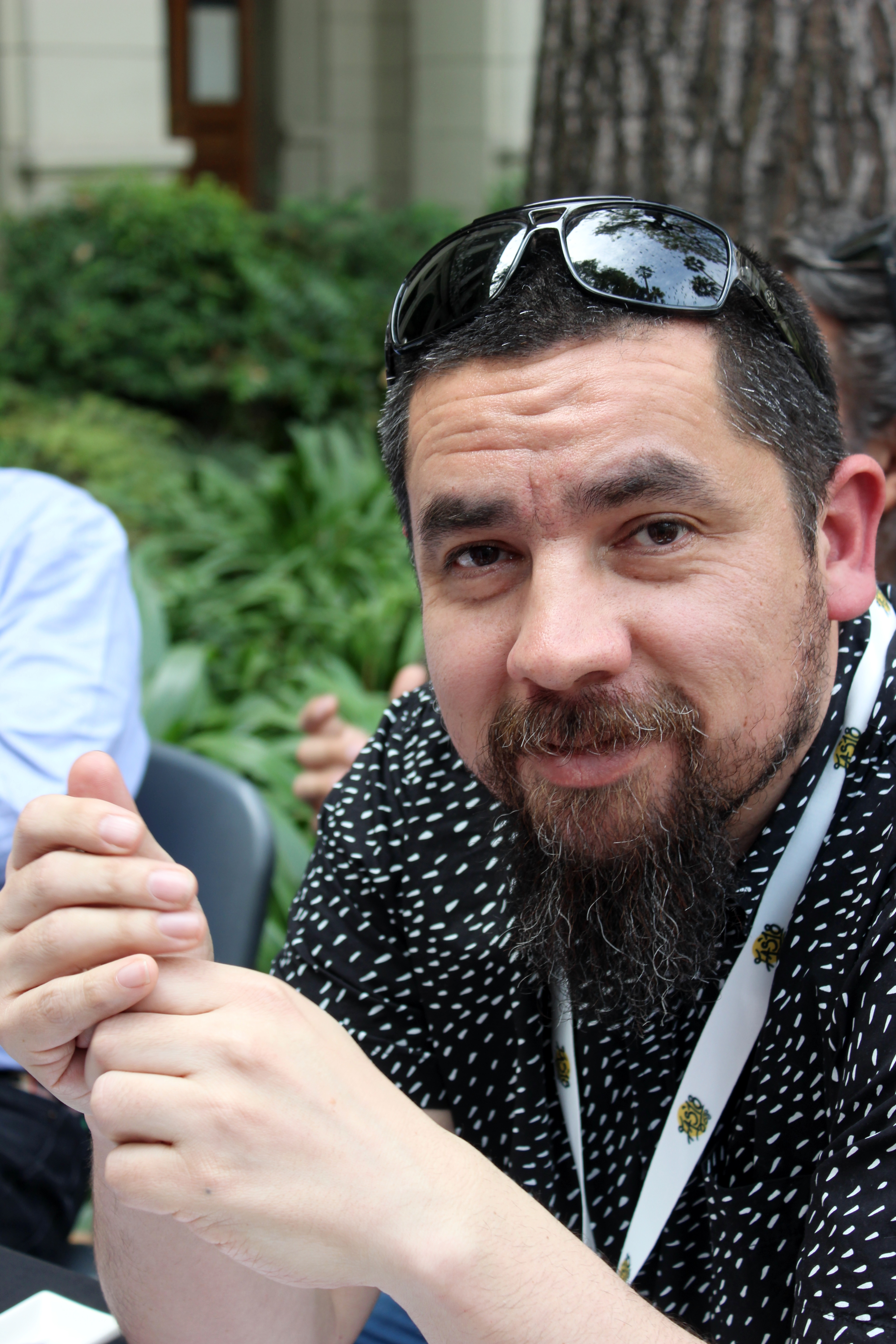
Nelson Dániel, coautor con Ortega de varios cómics

La primera es una novela gráfica, en colaboración con Nelson Dániel, que cuenta sobre un destino diferente de Arturo Prat y Miguel Grau, a 20 años de la Guerra del Pacífico, mientras la segunda narra una historia de amistad, amor, muerte y fantasmas del pasado al sur de Chile. En 2018 Ortega y Dániel lanzaron en Planeta una reedición de 1879 junto con 1959. Metahulla 2, cuya acción transcurre mientras el mundo está en guerra desde 1939; entre los personajes figuran Salvador Allende, Augusto Pinochet y Ernesto Che Guevara, hijastro de Allende que ha organizado una rebelión en la Antártica.
En 2012, publicó la novela gráfica Mocha Dick: la leyenda de la ballena blanca, en colaboración con el historietista Gonzalo Martínez, trabajo que es republicado bajo una nueva editorial en 2016. En julio de 2017 publicó Salisbury, versión ampliada de El horror de Berkoff, versión que cuenta con dos nuevos capítulos y material adicional; en noviembre aparece la segunda novela gráfica junto a Martínez: Álex Nemo y la Hermandad del Nautilus.

#### Trilogía de los Césares
La trilogía está conformada por El verbo Kaifman (2015), Logia (2014) y Andinia, la catedral antártica (2016); comenzó a escribirse en 2006, tras la publicación de El número Kaifman, novela que narra las vivencias del abogado chileno Paul Kaifman tras la muerte de su primo, Samuel Levy. Este libro fue reeditado en 2015 bajo el título de El verbo Kaifman para servir como la precuela de Logia. Ortega explica que la reedición "es una nueva obra, hecha con los cimientos de una anterior".
El segundo volumen, Logia, fue publicado en 2014 y narra lo ocurrido con el exitoso escritor chileno Elías Miele (alter ego de Ortega), quien se ve involuntariamente envuelto en una conspiración internacional tras la publicación de uno de sus libros. El libro se convirtió en un best-seller en Chile, llegando a vender más de 20 000 ejemplares durante sus primeros cinco meses en vitrina. A finales de 2017, Ortega confirma que se encuentra trabajando en la adaptación de la novela para una serie de televisión que espera ver la luz entre 2018 y 2019.
La tercera y última parte de la trilogía, Andinia, la catedral antártica, fue publicada en 2016 y sigue narrando las nuevas vivencias en la cual se ve envuelto Elías Miele. Ortega afirma que "Los que leyeron Logia y Kaifman encontrarán la respuesta definitiva a todo lo que quedó abierto en los dos volúmenes previos".
En 2019 fue publicado El cáliz secreto (Ed. Planeta), spin-off de la Trilogía de los Césares protagonizado por el personaje Princess Valiant.

#### Trilogía Urdemales
En 2015 Ortega publica su primera novela juvenil: Max Urdemales, abogado sobrenatural (2015), con la cual da inicio a la trilogía que está seguida por Max Urdemales en la recta provincia (2017) y, la todavía por salir, Max Urdemales contra los Reptilianos Illuminatis. La novela narra las vivencias de Maximiliano Urdemales, joven chileno hijo de Pedro Urdemales, quien comienza hacerse cargo del trabajo inconcluso que dejó su padre: ser abogado de monstruos en un mundo oculto para los seres humanos.
El segundo volumen fue publicado en 2017 y está ambientado tiempo después del final de la primera novela, narrando las nuevas vivencias de Max al tratar de rescatar a su madre de las manos de una agrupación de brujos malvados en el sur de Chile.

### Controversia por el caso Sobras
En julio de 2018 se vio envuelto en una polémica por su vínculo de amistad con el director cinematográfico Nicolás López, denunciado por acoso y abuso sexual. Corrían los años 1998-2001 y Ortega era columnista de "Chica Sobras", una serie de relatos misóginos sobre actrices, modelos y personajes de ficción publicado en el sitio Sobras (futura Productora audiovisual homónima), de propiedad de López. Aunque el espacio fue borrado en 2007 de común acuerdo entre el propio autor y el webmaster del sitio, y Ortega ofreció disculpas públicas a actrices como Leonor Varela por estos escritos misóginos y cosificadores (entrevista para revista Rolling Stone Chile, septiembre de 2007), el tema resurgió tras la controversia mediática que en 2018 afectó a profesionales alguna vez vinculados con Sobras. La propia actriz recriminó al escritor a través de su cuenta Twitter.

## Obras
| Título                                      | Editorial       | Fecha de publicación   | Notas | Ref.          |
| ------------------------------------------- | --------------- | ---------------------- | --- | ------------- |
| 60 kilómetros                               | Los Andes       | 1994                   | |               |
| El número Kaifman                           | Planeta         | 2006                   | |               |
| El horror de Berkoff                        | Forja           | 2011                   | |               |
| 1899 - Cuando los tiempos chocan            | Norma           | 2011                   | Novela gráfica con Nelson Dániel. 1879 (Metahulla 1) fue reeditada en 2018 por Planeta Comic junto con 1959 (Metahulla 2). | [ 21 ]        |
| Cobre                                       | Codelco Chile   | 2013                   | Novela gráfica con Nelson Dániel. 1879 (Metahulla 1) fue reeditada en 2018 por Planeta Comic junto con 1959 (Metahulla 2). | [ 22 ]        |
| Logia                                       | Planeta         | 1 de agosto de 2014    | | [ 23 ]        |
| El verbo Kaifman                            | Planeta         | 4 de marzo de 2015     | Versión ampliada de El número Kaifman. Publicada por Ebooks Patagonia en 2013; versión ilustrada en 2016. | [ 24 ]        |
| Max Urdemales, abogado sobrenatural         | Planeta         | 9 de octubre de 2015   | Publicada bajo el sello Planeta Lector. | [ 19 ] [ 25 ] |
| Mocha Dick: La leyenda de la ballena blanca | Planeta         | 4 de junio de 2016     | Novela gráfica con Gonzalo Martínez. Publicada originalmente por Norma en 2012. Publicada bajo el sello Planeta Cómic. | [ 26 ]        |
| Andinia, la catedral antártica              | Planeta         | 4 de agosto de 2016    | | [ 27 ]        |
| Salisbury                                   | Planeta         | 13 de julio de 2017    | Versión ampliada de El horror de Berkoff. | [ 28 ] [ 29 ] |
| Max Urdemales en la recta provincia         | Planeta         | julio de 2017          | Publicada bajo el sello Planeta Lector. | [ 19 ] [ 18 ] |
| Álex Nemo y la hermandad del Nautilus       | Reservoir Books | 4 de noviembre de 2017 | Novela gráfica con Gonzalo Martínez. |               |
| Dioses chilenos                             | Planeta         | 1 de marzo de 2018     | 17 relatos populares del centro y sur de Chile, que Ortega define como folklore. | [ 4 ] [ 30 ]  |
| 1959 - Metahulla 2                          | Planeta         | 1 de octubre de 2018   | Novela gráfica con Nelson Dániel. Publicada bajo el sello Planeta Comic. | [ 31 ]        |
| El cáliz secreto                            | Planeta         | 1 de abril de 2019     | Continuación de la Trilogía de los Césares, protagonizada por Princess Valiant; originalmente titulada Madre patria. | [ 30 ]        |
| Alienígenas chilenos                        | Planeta         | 1 de marzo de 2020     | Ortega explora folklore, oralidad y testimonios locales sobre el misterio extraterrestre en Chile | [ 32 ]        |
| Los fantasmas de Pinochet                   | Planeta         | junio de 2020          | Novela gráfica con Félix Vega. Ezio Mosciatti la define como una "combinación de la biografía de Augusto Pinochet, la historia y una serie de hipótesis, teorías o mitos sobre el dictador". Publicada bajo el sello Planeta Comic. | [ 33 ]        |
| Los nuevos brujos                           | Booket          | 1 de noviembre de 2020 | Recopilación de 33 conspiraciones, viejas y nuevas, escrito junto a Juan Andrés Salfate. | [ 34 ]        |
| Próximos días                               | Zig-Zag         | Mayo de 2021           | | [ 35 ]        |
| Chile Bizarro                               | Planeta         | Junio de 2022          | | [ 36 ]        |
| Bahamut                                     | Minotauro       | Marzo de 2023          | | [ 37 ]        |

### Futuras publicaciones
- Logia (Edición Corregida, 10 años), Editorial Planeta .[30]

## Premios y nominaciones
| Año  | Premio                                     | Categoría                            | Trabajo nominado          | Resultado            | Ref           |
| ---- | ------------------------------------------ | ------------------------------------ | ------------------------- | -------------------- | ------------- |
| 1992 | Editorial Los Andes                        | Concurso de Jóvenes Escritores       | 60 kilómetros             | Nominado (finalista) | [ 38 ]        |
| 1998 | Revista Paula                              | Concurso de cuentos cortos           | Francisco Ortega          | Nominado (finalista) | [ 38 ]        |
| 2003 | Universidad Alberto Hurtado                | Excelencia en el periodismo          | Crítica El gran pez       | Ganador              | [ 38 ]        |
| 2006 | CORFO                                      | Desarrollo largometraje              | El horror de Berkoff      | Ganador              | [ 38 ] [ 39 ] |
| 2006 | La Fábrica                                 | Escritura característica             | Francisco Ortega          | Ganador              | [ 38 ]        |
| 2008 | Revista Sábado                             | 100 Líderes del siglo XXI            | Francisco Ortega          | Ganador (nombrado)   | [ 38 ]        |
| 2009 | CNTV                                       | Fondos Concursables                  | Adiós al Séptimo de Línea | Ganador              | [ 38 ] [ 40 ] |
| 2009 | Consejo Nacional de la Cultura y las Artes | Beca de Creación Literaria           | El horror de Berkoff      | Ganador              | [ 38 ]        |
| 2015 | CORFO                                      | Escritura de guiones y preproducción | Logia                     | Ganador              | [ 41 ]        |